# Youngstown (Pensilvania)
Youngstown es un borough ubicado en el condado de Westmoreland en el estado estadounidense de Pensilvania. En el año 2000 tenía una población de 400 habitantes y una densidad poblacional de 1,509.5 personas por km².

## Geografía
Youngstown se encuentra ubicado en las coordenadas 40°16′51″N 79°21′56″O / 40.28083, -79.36556.

## Demografía
Según la Oficina del Censo en 2000 los ingresos medios por hogar en la localidad eran de $31,029 y los ingresos medios por familia eran $34,167. Los hombres tenían unos ingresos medios de $26,964 frente a los $22,188 para las mujeres. La renta per cápita para la localidad era de $14,677. Alrededor del 20.4% de la población estaba por debajo del umbral de pobreza.